# Balakrishnampatti
Balakrishnampatti é uma panchayat (vila) in Tiruchirappalli District , no estado indiano de Tamil Nadu.

## Demografia
Segundo o censo de 2001,  Balakrishnampatti  tinha uma população de 8596 habitantes. Os indivíduos do sexo masculino constituem 49% da população e os do sexo feminino 51%. Balakrishnampatti tem uma taxa de literacia de 62%, superior à média nacional de 59.5%; com 57% para o sexo masculino e 43% para o sexo feminino. 11% da população está abaixo dos 6 anos de idade.